# 弥姫
弥姫（いよひめ、寛政3年12月28日（1792年1月21日） - 文政7年8月16日（1824年9月8日））は、薩摩藩主島津斉興の正室。島津家に嫁いでから周子（かねこ）と改名。院号は賢章院殿玉輪恵光大姉。

## 家系
父は鳥取藩主池田治道。母は伊達重村の娘・生姫。両親の婚姻関係により、弥姫は徳川家康、伊達政宗、織田信長、毛利元就らの血を引いている。異母兄に池田斉邦、池田斉稷。子に島津斉彬、池田斉敏、候姫（山内豊熈室）。
異母姉の姚姫は佐賀藩主・鍋島斉直に嫁ぎ、名君と誉れ高い鍋島直正を産んでいる。そのため子の斉彬と直正は従兄弟ということとなる。

## 経歴
上述のように島津家に嫁いだ時点で改名しているが、以後「弥姫」で統一する。
寛政3年12月28日（1792年1月21日）に江戸重洲町の鳥取藩邸で誕生した。母・生姫は弥姫を出産後、そのまま死去した。
その後の弥姫は薩摩藩主・島津斉興と婚約、池田家から島津家へ輿入れした。弥姫は嫁入り道具として『四書五経』、『左伝』、『史記』、『漢箱』を大量に持ち入り、薩摩藩の奥女中や家臣らを驚かせた（「賢章院遺芳録」による）。
弥姫は文化6年（1809年）に、斉興の長子として斉彬を出産した。正室の初子が男児であることは、諸藩に誇れることでもあったため、弥姫の男児出産は薩摩藩に大いなる喜びをもたらした。その後も文化8年（1811年）に池田斉敏、文化12年（1815年）に候姫、文化14年（1817年）諸之助、文政2年（1819年）に珍之助を産む（「島津氏正統系図」より）。諸之助、珍之助は早世したものの、息子の斉彬、斉敏、娘の候姫は無事成長した。後に二男の斉敏は、実家の親戚筋の岡山藩主池田家を継ぐ。
弥姫はかなりの才女であり、和歌や漢文の作品を多く残している。また、薩摩藩の家臣から「賢夫人」と称され、尊敬されるようになる。子育ても乳母に任せず、自ら母乳を与え育て、自身が得意である『左伝』、『史記』、『四書五経』を子供たちに自ら説いて聞かせていたという。この教育が功したのか、後に斉彬と斉敏は「名君」と称され、候姫も母と同じく「賢夫人」と称され、家臣、領民から尊敬される。
しかし、斉彬をはじめとした子供たちは男子に恵まれなかった。他方、斉興の側室お由羅の方が産んだ忠教（のちの島津久光）は順調に成長した上、多くの男子を儲けたこともあり、後に弥姫の子・斉彬と、お由羅の子・忠教との間で家督争いが勃発し、「お由羅騒動」に発展していく。
弥姫はその騒動の前、文政7年（1824年）に死去した。享年34。弥姫が健在であれば、後のお由羅騒動は起きなかったとも言われ、その死を誰もが惜しんだという。